# Partido Comunista Marxista-Leninista del Ecuador

Partido Comunista Marxista-Leninista del Ecuador är ett politiskt parti i Ecuador, ideologiskt troget regimen i Albanien under Enver Hoxha, grundat i augusti 1964 som en utbrytning ur Ecuadors kommunistiska parti. Partiet ger ut tidningen En Marcha och ställer upp i val genom sin valorganisation, Movimiento Popular Democrático (grundad 1978), som fick 3 av 100 platser i ecuadorianska parlamentet i 2006 års val. Partiet deltar i Internationella kommunistiska seminariet och är medlem av den "Albanientrogna" internationella samarbetsorganisationen Enhet och kamp. Partiet har träningsläger för sina medlemmars militära skolning och anser detta vara en viktig stomme i deras verksamhet. Partiet deltar i det av Belgiska Arbetarpartiet arrangerade Internationella kommunistiska seminariet.